# Ахмедов, Сабахудин Омарасхабович
Сабахудин Омарасхабович Ахмедов (1988, с. Гигатль, Цумадинский район, Дагестанская АССР, РСФСР, СССР) — российский борец вольного стиля, и тренер. Мастер спорта России. С октября 2023 года главный тренер мужской и женской сборной Туниса по вольной борьбе.

## Спортивная карьера
Начинал спортивную карьеру в спортшколе имени Сагида Муртазалиева в селе Агвали. 20 ноября 2014 года в селе Акуша стал бронзовым призёром республиканского турнир памяти Омаркади Омарова. 2 октября 2016 года в селе Тинди в рамках празднования 220-ти летия со дня рождения Имама Шамиля на фестивале «Сабля Шамиля» стал призёром по борьбе и фехтованию. Является мастером спорта России. После окончания спортивной карьеры работал сначала тренером-преподавателем МКУ ДО «ДЮСШ» Цумадинского района, затем тренером в отделения вольной борьбы в махачкалинской СШОР №3. Участвовал в подготовке таких борцов: Магомедхабиб Кадимагомедов, Камиль Абдулвагабов, Абдулла Ахмедов, Дибир Магомедов, Саид Гаирбеков, Муслим Шамсудинов, Шахбан Сурхаев, Омар Зиявутдинов. Весной 2023 года боец смешанных единоборств из Туниса Умара Региги сказал Ахмедову, что его страна подыскивает нового главного тренера сборной по борьбе. Через некоторое время с ним связался президент федерации борьбы Туниса Хусейн Харрази. В июле 2023 года Ахмедов провёл около трех недель на летних сборах вольников в Тунисе. С 1 октября 2023 года официально приступил к работе главного тренера сборной Туниса по мужской и женской вольной борьбе.

## Личная жизнь
По национальности — аварец. Окончил Дагестанский государственный педагогический университет.

## Известные воспитанники
- Кадимагомедов, Магомедхабиб Зайнудинович
- Ахмедов, Абдулла Магомедсаидович
- Абдулвагабов, Камиль Магомедович